# Arno Spindler
Arno Spindler (* 10. Mai 1880 in Gleiwitz; † 18. Mai 1967 in Hamburg) war ein deutscher Marineoffizier, zuletzt Konteradmiral im Zweiten Weltkrieg sowie Marineschriftsteller.

## Leben

### Dienst in der Kaiserlichen Marine
Spindler trat am 12. April 1898 als Kadett in die Kaiserliche Marine ein. Nach seiner Grundausbildung an Land und auf dem Schulschiff Stosch folgten der Besuch der Marineschule und mehrere Spezialkurse. Spindler trat am 22. Oktober 1900 die Ausreise nach China an und versah vom 7. Dezember 1900 bis 19. November 1902 Dienst auf dem Großen Kreuzer Fürst Bismarck, dem Flaggschiff des Ostasiengeschwaders. Während dieser Zeit wurde er am 13. September 1901 zum Leutnant zur See ernannt und nahm an der Niederschlagung des Boxeraufstandes teil.
Mitte Januar 1903 kehrte Spindler über Hongkong nach Deutschland zurück, wurde als Kompanieoffizier bei der I. Torpedo-Abteilung verwendet. Am 28. März 1903 zum Oberleutnant zur See befördert, war er zeitweise zugleich Wachoffizier auf den Torpedobooten G 110 und S 98 und Erster Offizier auf den Torpedodivisionsbooten D 4 und D 7. Nach weiteren Verwendungen, u. a. von Oktober 1905 bis September 1908 als Torpedooffizier auf dem Linienschiff Elsass, wurde Spindler Anfang Oktober 1910 zur Verfügung der Inspektion des Torpedowesens gestellt. Innerhalb der Inspektion wurde Spindler Mitte Oktober in die Unterseebootsabteilung versetzt, zunächst als Kompanieoffizier und später als Adjutant. Zum 7. Januar 1913 wurde er zum Chef der 2. Halbflottille der I. Unterseebootsflottille ernannt.
Diesen Posten hatte er über den Ausbruch des Ersten Weltkriegs hinaus bis Ende August 1915 inne und wurde am 27. Januar 1915 zum Korvettenkapitän befördert. Ab September 1915 war Spindler als Dezernent für das Ubootswesen im Allgemeinen Marineamt des Reichsmarineamts tätig. Im Dezember 1917 stieg er dort zum Abteilungschef auf. Vom 1. Juli bis 7. November 1918 unterrichtete er an der Unterseebootsschule den Kommandantennachwuchs.
Für seine Leistungen während des Krieges wurde Spindler mit beiden Klassen des Eisernen Kreuzes, dem Bayerischen Militärverdienstorden IV. Klasse mit Schwertern und Krone und dem Hanseatenkreuz der Stadt Bremen ausgezeichnet. Kurz vor Kriegsende wurde Spindler zur Verfügung des Chefs der Marinestation der Ostsee gestellt.

### Dienst in der Reichsmarine
Vom 21. Dezember 1918 bis 23. April 1919 zur Dienstleistung zum Reichsmarineamt kommandiert. Anschließend war er bis Anfang September 1919 als Adjutant der Inspektion des Unterseebootswesens tätig und wurde dann als Chef der Zentralabteilung an die Reichswerft bzw. ab 14. März 1920 Marinewerft Wilhelmshaven versetzt.
Damit verbunden war seine Übernahme in die Reichsmarine. Am 8. März 1920 wurde Spindler zum Fregattenkapitän befördert. Am 27. Mai 1921 wurde er in die Marineleitung versetzt und zum Chef des Stabes des Allgemeinen Marineamts ernannt. Als Kapitän zur See folgte Anfang Juni 1923 innerhalb der Marineleitung seine Kommandierung zur Flottenabteilung (A II) im Marinekommandoamt, der Spindler ab 24. Juni 1923 als Chef vorstand. Am 30. September 1925 wurde er, zur Verfügung des Chefs der Marineleitung gestellt und am 31. Oktober 1925 unter Verleihung des Charakters als Konteradmiral zur Disposition gestellt. Im Dezember 1925 übernahm er die Leitung des beim Marineamt neu gebildeten U-Boot-Referates (A u), das später aus Geheimhaltungsgründen unter A II u firmierte.
Nach seiner Verabschiedung war Spindler als Sachbearbeiter im Marinearchiv der Marineleitung bzw. später nach deren Umbenennung in der Kriegswissenschaftlichen Abteilung des OKM tätig. Er publizierte mehrere Bände im Rahmen des amtlichen Werkes Der Krieg zur See 1914–1918, insbesondere den in fünf Bänden herausgegebenen Abschnitt zum Handelskrieg mit U-Booten.
Ab 1939 war er stellvertretender Prisenrichter am Oberprisenhof Berlin und blieb dies bis 1944.

### Zweiter Weltkrieg
Während des Zweiten Weltkriegs wurde Spindler am 20. August 1940 zur Verfügung der Kriegsmarine gestellt, und am 1. Juni 1941 erhielt er das Patent zu seinem Dienstgrad. Zum 23. April 1943 schied er aus seiner Tätigkeit in der Kriegswissenschaftlichen Abteilung aus, stand bis zum 31. Mai 1943 zur Verfügung des Oberbefehlshabers des Marineoberkommandos Ostsee und wurde mit diesem Datum aus dem aktiven Wehrdienst entlassen. Spindler war anschließend bis Kriegsende als Mitbearbeiter in der Kriegswissenschaftlichen Abteilung des OKM beschäftigt.